# Keratón
Keratón (en griego antiguo: Κερατών, «hecho de cuernos», también Kerateion) o Altar de los Cuernos fue un antiguo altar y santuario asociado en la isla de Delos, en Grecia. Sus restos forman parte del yacimiento arqueológico de Delos, declarado Patrimonio de la Humanidad por la Unesco. Más concretamente, el yacimiento forma parte del santuario de Apolo y Artemisa.
El Keratón propiamente dicho era un altar dedicado a Apolo, del que se dice que estaba hecho enteramente con los cuernos izquierdos de animales sacrificados («kerata»), que estaban firmemente unidos sin ningún tipo de atadura. De ahí el nombre asociado a los cuernos del altar. En la mitología griega el altar fue construido por el propio Apolo, que utilizó los cuernos de un ciervo cazado por su hermana Artemisa. El altar era uno de los lugares más sagrados, si no el más sagrado, de todo el santuario y puede que también fuera su centro primitivo.
 El antiguo altar de Delos se menciona, entre otros, en la Odisea de Homero. y en el Himno a Delos de Calímaco. Se dice que Teseo bailó una danza laberíntica alrededor del altar a su regreso de Creta.
Se encontraba probablemente en la parte occidental del santuario de Apolo y Artemisa, al oeste de los templos de Apolo (Templo de los Delios, Templo de Apolo de los atenienses y Templo de Apolo Poros) y Templo de Artemisa al sur. Los templos de Apolo estaban orientados hacia él, con su naos mirando hacia el altar. En el pasado, el Keratón se ha interpretado a menudo como un edificio en el lugar, que fue construido a finales del período clásico alrededor del 350 a. C. Fue construido en Delos por los atenienses durante la llamada Segunda Liga ateniense, cuando la isla volvió a estar bajo dominio ateniense. El edificio era una estructura en forma de templo con un pronaos y una naos o cella. El friso del edificio representaba las hazañas de Teseo.
Sin embargo, el verdadero altar puede haber estado situado frente a este edificio, a menudo llamado Keratón, donde se han encontrado los restos de una estructura en forma de ábside. Datan de los años 400 a. C.  Es posible que ambas estructuras sustituyeran a otras anteriores, y se desconoce la antigüedad real del altar. El altar también fue modificado posteriormente y siguió en uso al menos hasta el 100 a. C.
En la antigüedad tardía, el altar hecho con los cuernos de Delos fue considerado por algunos como una de las Siete Maravillas del Mundo. Por ejemplo, Marcial sustituyó Coloso de Rodas por el Keratón en la lista.